# Oméga
Cette page contient des caractères spéciaux ou non latins. S’ils s’affichent mal (▯, ?, etc.), consultez la page d’aide Unicode.
Pour les articles homonymes, voir Oméga (homonymie).
Ne doit pas être confondu avec la lettre oméga cyrillique ‹ Ѡ ѡ › ou la lettre oméga latine ‹ Ꞷ ꞷ ›.
Oméga (capitale Ω, minuscule ω ; en grec ωμέγα) est la vingt-quatrième et dernière lettre de l'alphabet grec, précédée par psi.

## Caractéristiques

### Usage
En grec ancien, la lettre oméga représente la voyelle mi-ouverte postérieure arrondie longue /ɔː/. En grec moderne, elle représente le même phonème que la lettre omicron, c'est-à-dire la voyelle mi-fermée postérieure arrondie brève /ɔ/.
Dans le système de numération grecque, oméga vaut 800 ; par exemple ωʹ représente le nombre 800.

#### Utilisation en tant que symbole
À l'époque contemporaine, comme la plupart des autres lettres grecques, l'oméga est parfois utilisé en dehors de son contexte alphabétique grec dans les sciences. La majuscule Ω sert par exemple comme symbole pour l'ohm, unité de résistance électrique. 
La minuscule, notée {\displaystyle \omega }, utilisée en mathématiques dans le cadre de la théorie des ensembles de Cantor, représente le premier nombre ordinal transfini (voir l'article nombres transfinis).  

### Nom
Le terme « oméga » (en grec ὦ μέγα, « grand o », « o long ») est inventé au Moyen Âge pour distinguer la lettre de l'omicron (« petit o », « o court »). Avant cela, la lettre est simplement nommée « ὦ », « ỗ ». Tout comme les noms de la plupart des autres lettres, « ỗ » ne signifie rien de particulier en grec (le mot ὦ cependant existe, subjonctif de εἰμί « je suis » ou particule accompagnant le vocatif). Il est supposé que le nom de la lettre phénicienne d'origine, eyn, signifierait « œil ».
En grec moderne, la lettre est appelée ωμέγα (ôméga), prononcée /ɔ.mé.ɣa/. En grec ancien, ὦ (ỗ) serait vraisemblablement prononcée /ˈɔːˌ/ en dialecte attique.

### Diacritiques
Dans l'orthographe polytonique du grec ancien, oméga, comme les autres voyelles, peut être diacrité :
- accent aigu : Ώ, ώ
- accent grave : ὼ
- tilde : ῶ
- esprit rude : Ὡ, ὡ
- esprit doux : Ὠ, ὠ
- iota souscrit : ῼ, ῳ

Des combinaisons de ces signes sont possibles : ὢ, ὣ, ὤ, ὥ, ὦ, ὧ, ᾠ, ᾡ, ᾢ, ᾣ, ᾤ, ᾥ, ᾦ, ᾧ, ῲ, ῴ, ῷ.

## Histoire

### Origine
La lettre oméga tire son origine d'une lettre de l'alphabet phénicien, , eyn. Celle-ci provient peut-être de l'alphabet protosinaïtique, une écriture utilisée dans le Sinaï il y a plus de 3 500 ans, elle-même probablement dérivée de certains hiéroglyphes égyptiens ; le hiéroglyphe sur lequel la lettre phénicienne est basée signifierait « œil » . L'alphabet phénicien atteint une forme plus ou moins standard vers le XIe siècle av. J.-C. L'eyn est une consonne (l'alphabet phénicien est un abjad qui ne note pas les voyelles) correspondant probablement au son [ʕ].
La lettre correspondante de l'alphabet sudarabique est , ayn, correspondant à la lettre ዐ, ä pharyngal, de l'alphasyllabaire guèze. Dans les alphabets sémitiques, la lettre phénicienne conduit au syriaque ܥ, à l'hébreu ע, à l'araméen 𐡏, à l'arabe ﻉ et au berbère ⵄ.

### Alphabets archaïques

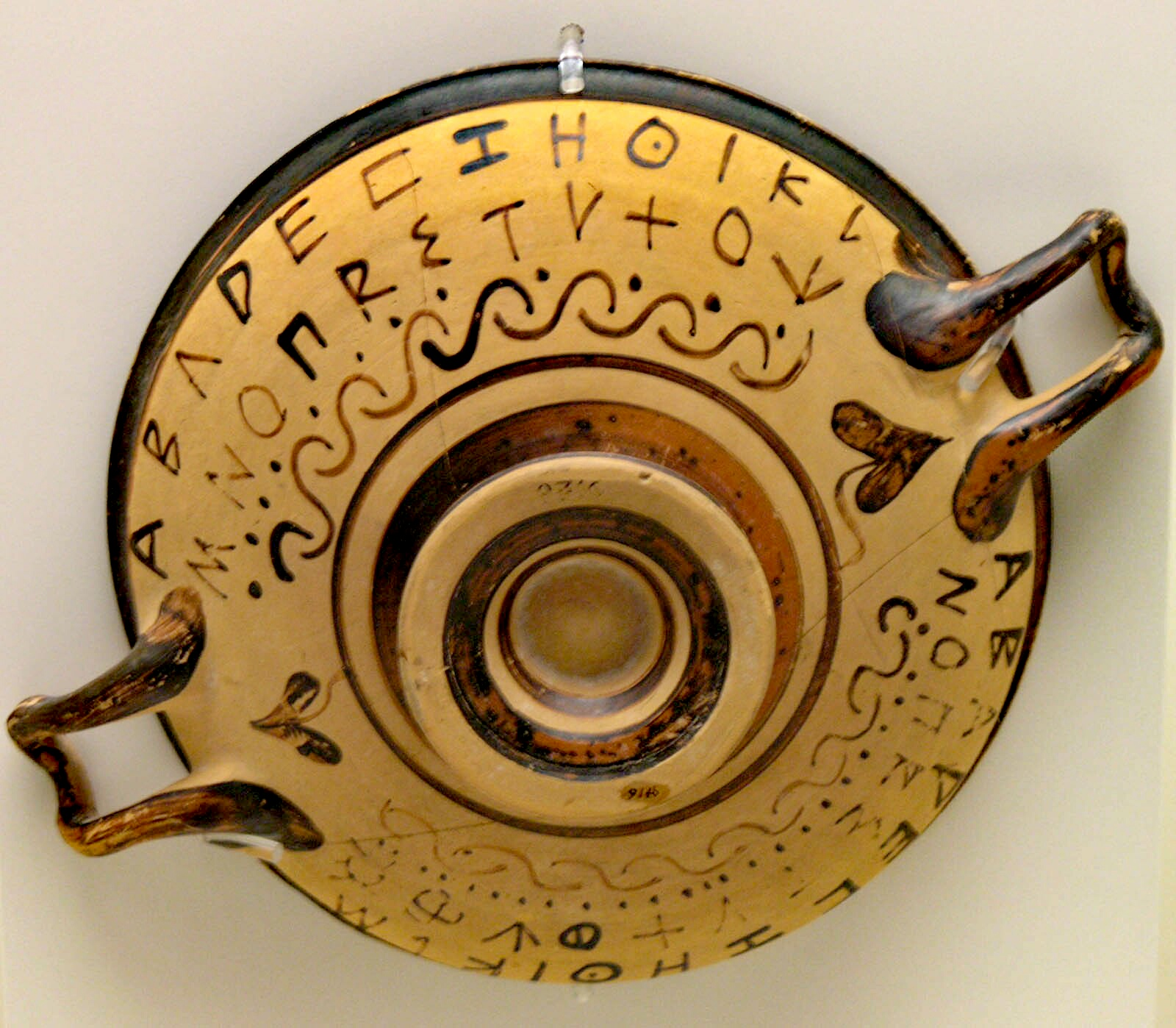
Alphabet grec peint sur la panse d'une coupe attique à figures noires. L'oméga est absent.

L'alphabet grec dérive directement de l'alphabet phénicien. Toutefois, ses dernières lettres (phi, chi, psi et oméga) sont des créations locales notant des sons qui ne sont pas présents ou pertinents en phénicien. Si la 16e de l'alphabet phénicien, eyn, note la consonne [ʕ], elle est réinterprétée en grec pour transcrire la voyelle [o].
La langue grecque archaïque possède trois phonèmes distincts pour « o » : une voyelle mi-ouverte postérieure longue /ɔː/ (écriture classique « Ω »), une voyelle mi-fermée postérieure longue /oː/ (écriture classique « ΟΥ ») et une voyelle mi-fermée postérieure courte /o/ (écriture classique « Ο »). Suivant les dialectes, l'omicron est utilisé pour noter certains de ces sons. Par exemple, à Athènes avant 403 av. J.-C, « Ο » est utilisé pour les trois sons /o, oː, ɔː/ : la phrase « Ἔδοξεν τῇ Βουλῇ καὶ τῷ Δήμῳ » (« Il a plu au Conseil et au Peuple ») est typiquement écrite « Εδοχσεν τει Βολει και τοι Δεμοι » sur les inscriptions de la Démocratie athénienne.
La lettre oméga (Ω), notant un son [ɔː] mi-ouvert long, est inventée dans les cités ioniennes d'Asie mineure, quelque temps avant 600 av. J.-C. Elle est créée en brisant le cercle de l'omicron (Ο), initialement sur le côté. La lettre est ensuite redressée et ses bords incurvés vers l'extérieur (, , , ). La cité dorienne de Cnide ainsi que quelques îles de la mer Égée (Paros, Thasos et Milos), choisissent l'innovation opposée : un cercle brisé pour le /o/ court et un cercle fermé pour le /o/ long.

### Évolution
La forme actuelle de la lettre provient de l'alphabet utilisé en Ionie, qui est progressivement adopté par le reste du monde grec antique (Athènes passe un décret formel pour son adoption officielle en 403 av. J.-C. ; son usage est commun dans les cités grecques avant le milieu du IVe siècle av. J.-C.). La lettre oméga prend sa forme actuelle et la 24e position de l'alphabet, après psi.
L'alphabet grec reste monocaméral pendant longtemps. Les formes minuscules proviennent de l'onciale grecque, une graphie particulière créée à partir de la majuscule et de la cursive romaine vers le IIIe siècle et adaptée à l'écriture à la plume, et sont créées vers le IXe siècle. 
La forme minuscule moderne de l'oméga remonte à la forme onciale , développée à partir d'un aplatissement initial de la lettre, , puis en incurvant les bords.
Pendant la Renaissance, les imprimeurs adoptent la forme minuscule pour les polices bas-de-casse, et modèlent les lettres capitales sur les formes des anciennes inscriptions, conduisant le grec à devenir bicaméral.

Omega épigraphique grec
Omega grec majuscule moderne
Écriture onciale
Variantes cursives
Variantes minuscules
Omega grec minuscule moderne

### Dérivés
Dans l'alphabet cyrillique, l'oméga donne naissance à trois lettres archaïques, peu utilisées et définitivement abandonnées lors de la réforme de l'alphabet russe en 1917 :
- Oméga (majuscule Ѡ, minuscule ѡ) ; les langues slaves n'ayant qu'un unique son /o/, ce symbole est surtout utilisé pour représenter le nombre 800. Il apparaît également à des fins décoratives dans les manuscrits.
- Oméga long (majuscule Ꙍ, minuscule ꙍ)
- Oméga rond (majuscule Ѻ, minuscule ѻ)

Dans l'alphabet copte, la lettre conduit à la lettre ō, Ⲱ.
L'oméga latin est une version adaptée de l'oméga grec, adoptée dans la révision de l'alphabet africain de référence en 1982. Elle est peu utilisée.

Oméga cyrillique
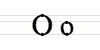
Oméga rond cyrillique
Ō copte
Oméga latin

## Codage
- La majuscule Ω possède les codages suivants :
  - Unicode : U+03A9
  - Entité HTML : &Omega;
  - TeX : \Omega ; {\displaystyle \Omega }
  - DOS Greek : 150
  - DOS Greek-2 : 212
  - Windows-1253 : 216

- La minuscule ω possède les codages suivants :
  - Unicode : U+03C9
  - Entité HTML : &omega;
  - TeX : \omega ; {\displaystyle \omega }
  - DOS Greek : 175
  - DOS Greek-2 : 246
  - Windows-1253 : 248

Outre ces deux caractères et leurs versions diacritées, le standard Unicode définit également Ω, le symbole ohm (U+2126), et ℧, le symbole ohm culbuté (U+2127). Le tableau suivant recense les différents caractères Unicode utilisant l'omega :
| Caractère | Représentation | Code    | Bloc Unicode                           | Nom Unicode                                                              |
| --------- | -------------- | ------- | -------------------------------------- | ------------------------------------------------------------------------ |
| ω         | ω              | U+03C9  | Grec et copte                          | Lettre minuscule grecque oméga                                           |
| Ώ         | Ώ              | U+038F  | Grec et copte                          | Lettre majuscule grecque oméga accent                                    |
| Ω         | Ω              | U+03A9  | Grec et copte                          | Lettre majuscule grecque oméga                                           |
| ώ         | ώ              | U+03CE  | Grec et copte                          | Lettre minuscule grecque oméga accent                                    |
| ὠ         | ὠ              | U+1F60  | Grec étendu                            | Lettre minuscule grecque oméga esprit doux                               |
| ὡ         | ὡ              | U+1F61  | Grec étendu                            | Lettre minuscule grecque oméga esprit rude                               |
| ὢ         | ὢ              | U+1F62  | Grec étendu                            | Lettre minuscule grecque oméga esprit doux et accent grave               |
| ὣ         | ὣ              | U+1F63  | Grec étendu                            | Lettre minuscule grecque oméga esprit rude et accent grave               |
| ὤ         | ὤ              | U+1F64  | Grec étendu                            | Lettre minuscule grecque oméga esprit doux et accent aigu                |
| ὥ         | ὥ              | U+1F65  | Grec étendu                            | Lettre minuscule grecque oméga esprit rude et accent aigu                |
| ὦ         | ὦ              | U+1F66  | Grec étendu                            | Lettre minuscule grecque oméga esprit doux et circonflexe                |
| ὧ         | ὧ              | U+1F67  | Grec étendu                            | Lettre minuscule grecque oméga esprit rude et circonflexe                |
| Ὠ         | Ὠ              | U+1F68  | Grec étendu                            | Lettre majuscule grecque oméga esprit doux                               |
| Ὡ         | Ὡ              | U+1F69  | Grec étendu                            | Lettre majuscule grecque oméga esprit rude                               |
| Ὢ         | Ὢ              | U+1F6A  | Grec étendu                            | Lettre majuscule grecque oméga esprit doux et accent grave               |
| Ὣ         | Ὣ              | U+1F6B  | Grec étendu                            | Lettre majuscule grecque oméga esprit rude et accent grave               |
| Ὤ         | Ὤ              | U+1F6C  | Grec étendu                            | Lettre majuscule grecque oméga esprit doux et accent aigu                |
| Ὥ         | Ὥ              | U+1F6D  | Grec étendu                            | Lettre majuscule grecque oméga esprit rude et accent aigu                |
| Ὦ         | Ὦ              | U+1F6E  | Grec étendu                            | Lettre majuscule grecque oméga esprit doux et circonflexe                |
| Ὧ         | Ὧ              | U+1F6F  | Grec étendu                            | Lettre majuscule grecque oméga esprit rude et circonflexe                |
| ὼ         | ὼ              | U+1F7C  | Grec étendu                            | Lettre minuscule grecque oméga accent grave                              |
| ώ         | ώ              | U+1F7D  | Grec étendu                            | Lettre minuscule grecque oméga accent aigu                               |
| ᾠ         | ᾠ              | U+1FA0  | Grec étendu                            | Lettre minuscule grecque oméga esprit doux iota souscrit                 |
| ᾡ         | ᾡ              | U+1FA1  | Grec étendu                            | Lettre minuscule grecque oméga esprit rude iota souscrit                 |
| ᾢ         | ᾢ              | U+1FA2  | Grec étendu                            | Lettre minuscule grecque oméga esprit doux accent grave et iota souscrit |
| ᾣ         | ᾣ              | U+1FA3  | Grec étendu                            | Lettre minuscule grecque oméga esprit rude accent grave et iota souscrit |
| ᾤ         | ᾤ              | U+1FA4  | Grec étendu                            | Lettre minuscule grecque oméga esprit doux accent aigu et iota souscrit  |
| ᾥ         | ᾥ              | U+1FA5  | Grec étendu                            | Lettre minuscule grecque oméga esprit rude accent aigu et iota souscrit  |
| ᾦ         | ᾦ              | U+1FA6  | Grec étendu                            | Lettre minuscule grecque oméga esprit doux circonflexe et iota souscrit  |
| ᾧ         | ᾧ              | U+1FA7  | Grec étendu                            | Lettre minuscule grecque oméga esprit rude circonflexe et iota souscrit  |
| ᾨ         | ᾨ              | U+1FA8  | Grec étendu                            | Lettre majuscule grecque oméga esprit doux iota souscrit                 |
| ᾩ         | ᾩ              | U+1FA9  | Grec étendu                            | Lettre majuscule grecque oméga esprit rude iota souscrit                 |
| ᾪ         | ᾪ              | U+1FAA  | Grec étendu                            | Lettre majuscule grecque oméga esprit doux accent grave et iota souscrit |
| ᾫ         | ᾫ              | U+1FAB  | Grec étendu                            | Lettre majuscule grecque oméga esprit rude accent grave et iota souscrit |
| ᾬ         | ᾬ              | U+1FAC  | Grec étendu                            | Lettre majuscule grecque oméga esprit doux accent aigu et iota souscrit  |
| ᾭ         | ᾭ              | U+1FAD  | Grec étendu                            | Lettre majuscule grecque oméga esprit rude accent aigu et iota souscrit  |
| ᾮ         | ᾮ              | U+1FAE  | Grec étendu                            | Lettre majuscule grecque oméga esprit doux circonflexe et iota souscrit  |
| ᾯ         | ᾯ              | U+1FAF  | Grec étendu                            | Lettre majuscule grecque oméga esprit rude circonflexe et iota souscrit  |
| ῲ         | ῲ              | U+1FF2  | Grec étendu                            | Lettre minuscule grecque oméga accent grave iota souscrit                |
| ῳ         | ῳ              | U+1FF3  | Grec étendu                            | Lettre minuscule grecque oméga iota souscrit                             |
| ῴ         | ῴ              | U+1FF4  | Grec étendu                            | Lettre minuscule grecque oméga accent aigu iota souscrit                 |
| ῶ         | ῶ              | U+1FF6  | Grec étendu                            | Lettre minuscule grecque oméga circonflexe                               |
| ῷ         | ῷ              | U+1FF7  | Grec étendu                            | Lettre minuscule grecque oméga circonflexe iota souscrit                 |
| Ὼ         | Ὼ              | U+1FFA  | Grec étendu                            | Lettre majuscule grecque oméga accent grave iota souscrit                |
| Ώ         | Ώ              | U+1FFB  | Grec étendu                            | Lettre majuscule grecque oméga iota souscrit                             |
| ῼ         | ῼ              | U+1FFC  | Grec étendu                            | Lettre majuscule grecque oméga accent aigu iota souscrit                 |
| 𝛀         | 𝛀              | U+1D6C0 | Symboles mathématiques alphanumériques | Majuscule mathématique grasse oméga                                      |
| 𝛚         | 𝛚              | U+1D6DA | Symboles mathématiques alphanumériques | Minuscule mathématique grasse oméga                                      |
| 𝛺         | 𝛺              | U+1D6FA | Symboles mathématiques alphanumériques | Majuscule mathématique italique oméga                                    |
| 𝜔         | 𝜔              | U+1D714 | Symboles mathématiques alphanumériques | Minuscule mathématique italique oméga                                    |
| 𝜴         | 𝜴              | U+1D734 | Symboles mathématiques alphanumériques | Majuscule mathématique italique grasse oméga                             |
| 𝝎         | 𝝎              | U+1D74E | Symboles mathématiques alphanumériques | Minuscule mathématique italique grasse oméga                             |
| 𝝮         | 𝝮              | U+1D76E | Symboles mathématiques alphanumériques | Majuscule mathématique grasse sans empattement oméga                     |
| 𝞈         | 𝞈              | U+1D788 | Symboles mathématiques alphanumériques | Minuscule mathématique grasse sans empattement oméga                     |
| 𝞨         | 𝞨              | U+1D7A8 | Symboles mathématiques alphanumériques | Majuscule mathématique italique grasse sans empattement oméga            |
| 𝟂         | 𝟂              | U+1D7C2 | Symboles mathématiques alphanumériques | Minuscule mathématique italique grasse sans empattement oméga            |